# Evropská silnice E012
Evropská silnice E012 je mezinárodní silniční trasa třídy B, která začíná v Kazachstánu a končí v Číně. Vede mezi městy Almaty a Khorgas. Její celková délka je 300 km.

## Trasa
Kazachstán
- Almaty – Kokpek – Chundzha – Koktal

 Čína
- Khorgas